# Koloidni rastvori
Koloidni rastvori su molekularni rastvori sa česticama velike molekularne težine (preko 130.000 daltona), koji se zbog veličine čestica duže zadržavaju u intravaskularnom prostoru, jer ne prolaze kroz polupropustljive kapilarne membrane. Koloidni rastvori sadrže koloidne makromolekule, kao što su ugljeni hidrati (hidroksietil skrob, dekstran) ili proteine (želatinske ili humane albumine).
Svojim prisustvom i dužim zadržavanjem u krvnim sudovima oni povećavaju volumen cirkulišuće tečnosti kroz krvni sistem, i na taj način koriguje gubitak veće količine tečnosti i popravlja mikrocirkulaciju tokom hipovolemijskog šoka.

## Značaj
Za razliku od kristaloidnih rastvora, koloidni elementi ovih rastvora, ne mogu slobodno da prolaze kroz neoštećene kapilarne membrane i ne izlaze u ekstracelularni prostor. To ima praktični značaj jer je potrebno 2 do 5 puta manja količina koloidnog rastvora u odnosu na kristaloidni da bi se postigla ista ekspanzija intravaskularnog volumena (npr kod gubitaka krvi izotoni kristaloidni rastvor potrebno je dati u količini od 3 ml na 1 ml gubitka, a ukoliko se koristi koloidni rastvor taj odnos je 1:1). Mada se kod bolesnika u stanju hipovolemije, mogu uspešno popraviti hemodinamski parametri i samo kristaloidnim rastvorima, neophodan je veći volumen i duže vreme za postizanje istih ciljeva.
Kristaloidi predstavljaju inicijalni izbor za trauma pacijente, pogotovo za pacijente sa udruženom neurotraumom.
Intravaskularni poluživot kristaloida je 20 do 30 minuta, dok kod većine koloida on prevazilazi 3 časa.
Teški, akutni deficit intravaskularnog volumena, značajno se brže normalizuju infuzijom koloidnih rastvora, jer se koloidnim rastvorima mnogo brže uspostavlja mikrocirkulatorni protok.

## Nedostaci
Glavni nedostaci koloidnih rastvora su:
- Brzi, intravenski unos velike zapremine kristaloidnih rastvora (preko 4-5 l), povećava učestalost javljanja tkivnog (intersticijalnog) edema.
- Ekonomski gledano, kristaloidni rastvori imaju prednost nad koloidnim rastvorima, a neproteinski koloidi prednost nad humanim albuminima.
- Moguće nuspojave koje uključuju promene u zgrušavanje krvi (krvarenje), anafilaksiju i akutna bubrežna insuficijencija.
- Rizik od prenošenja virusnih infekcija, kod primene ljudski albumina.

## Vrste koloidnih rastvora
Koloidni rastvori se dele u dve podgrupe:

### Prirodni koloidni rastvori
U prirodne koloidne rastvore spadaju rastvori humanog albumina. Prirodnim koloidnim rastvorima se, osim rastvora humanih albumina mogu smatrati i frakcije proteina plazme, sveža smrznuta plazma i rastvori imunoglobulina.
Rastvor humanog albumina predstavlja standard sa kojim se upoređuju svi drugi koloidni rastvori. U svakodnevnoj kliničkoj upotrebi su 4%, 5%, 20% i 25% rastvori humanog albumina u fiziološkom rastvoru, od čega albuminu pripada 95%; ili kao proteinska plazmatska frekacija (PPF), dostupna samo kao 5% rastvor, kod koga najmanje 83% treba da pripada molekulima albumina.
Nakon infuzije albumin održava onkotski pritisak plazme i njegov učinak je efikasnija od infuzije kristaloidnih rastvora u ekspanziji intravaskularnog volumena. Najčešće 5% rastvor koristi za lečenje hipovolemije, a 20% rastvor lečenje hipoalbuminemije.
Potrebna količina albumina pri nadoknadi volumena može se izračunati prema ovoj formuli:
Indikacije
Glavne indikacije za primenu infuziju humanog albumina su:
- Terapija teškog deficita intravaskularnog volumena (šok, respiratornog distresa (ARDS), kardiopulmonalni bajpas).[9]
- Održavanje onkotskog pritiska plazme kod velikog gubitka proteina iz krvi (hipoalbuminemija, bolesnik sa opsežnim opekotinama), povrede.[10][11]
- Brza nadoknada velikog gubitka tečnosti iz organizma (akutna insuficijencija jetre, ciroze jetre, ascitesa, pankreatitisa, teškog nefrotskog sindroma, edema mozga)
- Hiperbilirubinemija i kernikterus kod novorođenčeta
- Toksična infekcija, u toku koje treba koristiti 20% ili 50% rastvor albumina.

Nedostaci
- Upotreba albumina je ograničena njihovom visokom cenom.

### Sintetski koloidni rastvori
Sintetski koloidni rastvori su makromolekulske supstance u rastvoru elektrolita. Njihov onkotski potencijal i trajanje dejstva posle infuzije tih rastvora određuje veličina makromolekula u rastvoru. Manji molekuli imaju manji početni onkotski efekat)nadoknađuju isti ili veći volumen krvi od infundovanog) omogućuju bolju kapilarnu perfuziju zbog svoje sposobnosti da da vezuju vodu i reološkim svojstvima, ali imaju kratko poluvreme boravka u cirkulaciji, brzo se odstranjuju mokraćom, a dejstvo im traje 2 časa i 30 minuta.
| Vrste i osobine sintetskih koloidnih rastvora | Vrste i osobine sintetskih koloidnih rastvora |
| Naziv                                         | Osobine |
| --------------------------------------------- | --- |
| Hemacel                                       | - On je polimer uree i hidrolizovanog želatina sa prosečnom molarnom masom od 35.000 (5.000-50.000) daltona, u koncentraciji od 3,5% |
| Dekstran 40 i 70                              | - Dekstrani su polisaharidi koji se dobijaju fermentacijom šećera pomoću bakterije Leucoconstac mesenteroides, koja enzimom dekstran–sukrazom konvertuje sukrozu u druge šećerne polimere. Tako nastaju molekuli velike molekulske mase do nekoliko miliona daltona. Zato je potrebno pre upotrebe sprovesti parcijalnu hidrolizu kako bi se dobile frakcije dekstrana željene molekulske mase. - U svakodnevnoj kliničkoj upotrebi najčeće se koriste 6% rastvor sa molekulskom masom od 70.000 (dekstran 70) i 10% rastvor sa molekulskom masom od 40.000 daltona (dekstran 40). - On ima medicinsku primenu kao antitrombotik, za redukovanje viskoznosti krvi, i kao sredstvo za povećanje zapremine kod anemije. \|-                                                                           |
| Hidroksietilin skrob (HES I – Pentaskrob)     | - Skrob ili štirak je organsko jedinjenje, i visoko energetski biljni polisaharid koji je funkcionalni i strukturni analog glikogenu, i ima molekulsku masu od 10.000 do 100.000 (prosečno 69.000). - Manji molekuli HES–a izlučuju se mokraćom a veći laganom difuzijom prelaze u intersticijalni prostor u kome se postepeno razlažu pod dejstvom enzima. - Kako HES nije nosač kiseonika i ne sadrži proteine plazme, on se ne smatra zamenom za krv ili plazmu. - HES nestaje iz plazme u roku od dve dana (vreme poluraspada 17 časova), ali se samo 50% HES–a eliminiše iz organizma. Preostali HES se gubi vrlo sporo zaostajanjem u retikuloendotelnim ćelijama i do nekoliko nedelja nakon infuzije. - HES se dobro podnosi i nije zabeležen ni jedan smrtni slučaj nakon njegove primene. |
| Rastvori želatina                             | - Ovi rastvori se dobijaju hidrolizom goveđeg kolagena kao i 4% rastvor male molekularne mase, 3,5 x 104 – 4 x 104 . - Vreme poluboravka u cirkulaciji im je kratko, oko 2 časa i 30 minuta,koliko im traje i dejstvo. |

Indikacije
Glavne indikacije za primenu sintetski koloidni rastvora su:
- Ekspanzija volumena plazme kod hemoragičnog šoka,[15] opekotina, sepse, traume...
- Nadoknada velikog gubitka tečnosti tokom operativnog lečenja.

Nedostaci
- Brzo izlučivanje mokraćom, pa im je dejstvo relativno kratko
- Mogu izazvati alergijske i anafilaktoidne reakcije, ali retko i anafilaktične.

## Literatura
- Vučković D. Intenzivna terapija, Zavod za udžbenike i nastavna sredstva, Beograd, 1998.

## Spoljašnje veze
|  | Molimo Vas, obratite pažnju na važno upozorenje u vezi sa temama iz oblasti medicine (zdravlja). |